# دست‌کندهای بستانو
دست‌کندهای بستانو  مربوط به دوره ساسانی است و در روستای بستانو، بخش مرکزی، شهرستان پارسیان، استان هرمزگان واقع شده است. این اثر در تاریخ یکم آذرماه ۱۳۸۸ با شمارهٔ ثبت ۲۸۱۵۹ به‌عنوان یکی از آثار ملی ایران به ثبت رسیده است.